# Anne Marguerite Hyde de Neuville
Anne Marguerite, baronne Hyde de Neuville, née Anne Marguerite Joséphine Henriette Rouillé de Marigny le 10 mai 1771 à Sancerre et morte le 14 septembre 1849 au château de l'Étang à Ménétréol-sous-Sancerre, est une dessinatrice et artiste-peintre française.

## Biographie
Anne Marguerite Joséphine Henriette Rouillé de Marigny est la nièce de David-Étienne Rouillé de l'Étang et la cousine germaine du général Achille Victor Fortuné Piscatory de Vaufreland.
Elle épouse Jean-Guillaume, baron Hyde de Neuville, conspirateur, ministre et diplomate, le 23 août 1794 à Sancerre. Elle a vécu aux États-Unis de 1807 à 1820.

## Quelques œuvres

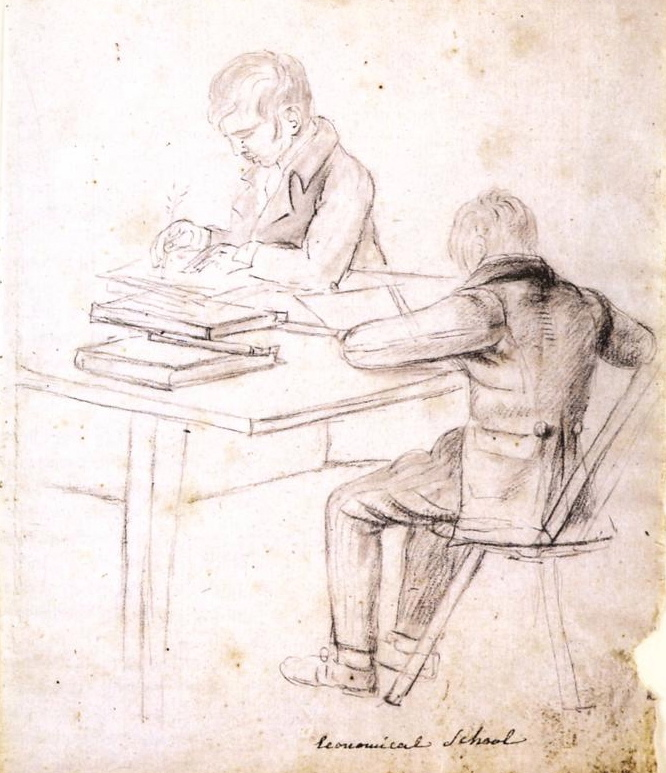
Economical School La Nouvelle-Orléans (1810-1814)

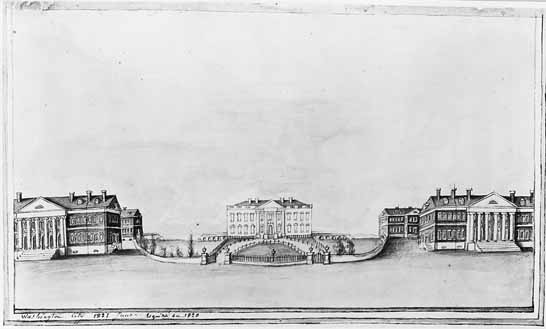
View of Washington City (1820-1820)

- Scrubwoman, New York Historical Society, 1807-1822[2]
- 1808, Maison des Dupont de Nemours à Angelica (N.Y.), Blérancourt, musée national de la coopération franco-américaine[3]
- 1808, Bridewell, and Charity-School, Broadway, Opposite Chamber [sic] Street, The Phelps Stokes Collection[4]
- 1809, The Moreau House, musée des beaux-arts de Boston[5]
- 1810, Corner of Greenwich Street, The Phelps Stokes Collection[4]
- 1810-1814, Economical School, Historic New Orleans Collection
- 1814, La Bergerie de la ferme de Hyde Neuville à Angelica (N.Y.), Blérancourt, musée national de la Coopération franco-américaine[6]
- 1818, La Maison de James Madison à Montpellier, Virginie, Blérancourt, musée national de la Coopération franco-américaine[7]
- 1818, La maison à Washington en 1818 de l'ambassadeur français, Le Baron Hyde de Neuville ; Maison de l'ambassadeur de France à Washington, Blérancourt, musée national de la Coopération franco-américaine[8]
- 1820, View of Washington City[9]
- ca 1820, White House, John Anderton collection[10]